# Neuhaeusel
Neuhaeusel é uma comuna francesa na região administrativa de Grande Leste, no departamento Baixo Reno. Estende-se por uma área de 3,06 km². Em 2010 a comuna tinha 361 habitantes (densidade: 118 hab./km²).